# Raimannia heterophylla
Raimannia heterophylla là một loài thực vật có hoa trong họ Anh thảo chiều. Loài này được (Spach) Rose ex Sprague & L. Riley miêu tả khoa học đầu tiên năm 1921.